# Catriona (Robert Louis Stevenson)

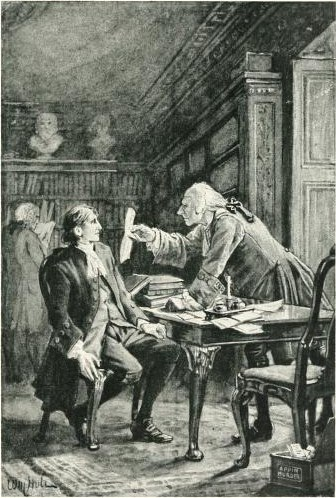
William Brassey Hole 1893:
Illustration zu Catriona

Catriona oder Die Abenteuer David Balfours daheim und in der Fremde (auch David Balfour) (engl. Catriona) ist ein historischer Abenteuerroman des schottischen Schriftstellers Robert Louis Stevenson, der – im September 1892 auf Upolu (Samoa) vollendet – vom Oktober 1892 bis zum September 1893 in der Londoner literarischen Monatszeitschrift Atalanta vorabgedruckt wurde. Ebenfalls 1893 brachten Cassell in London und Charles Scribner’s Sons in New York das Werk heraus. Die deutsche Übersetzung von Marguerite Thesing erschien 1926 bei Buchenau & Reichert in Hamburg.
Eine von Stevensons Quellen soll die umfängliche Historie Lion in Mourning (Der Löwe in Trauer), verfasst von dem schottischen Bischof Robert Forbes (1708–1775), gewesen sein.

## Überblick
Der zweiteilige Roman ist die nahtlose Fortsetzung von Entführt. Stevenson hat das Rad der Geschichte um ein Jahr zurückgedreht. Also wird Jakob Stuart alias Jakob von der Schlucht im Roman, nicht wie in der Realität am 8. November 1752 als Appin-Mörder bei Ballachulish gehängt, sondern auf den Tag genau ein Jahr zuvor. Der 16-jährige „aufrecht-naive“ adelige David Balfour von Shaws, Held der beiden Romane, ist Augenzeuge des Appin-Mordes. Er hat den Scharfschützen im Wald von Lettermore gesehen und will den Justizirrtum verhindern. Die schottische Clanjustiz will davon nichts wissen und unterbindet den Auftritt des Zeugen David Balfour. Während der soeben skizzierte erste Teil des Romans Catriona in Schottland handelt, begleitet der Leser im zweiten Teil den Helden zusammen mit der um 1733 geborenen Schottin Catriona auf den Kontinent. Die Reise führt nach Leiden und nach Frankreich.

## Inhalt
I. Der Lord-Staatsanwalt
Der Ich-Erzähler David Balfour, vermögend geworden, will Anwalt werden. Vor dem Studium im Ausland hält er sich noch ein Vierteljahr in Schottland auf. David spricht am Nachmittag des 25. August 1751 die hochgewachsene, hübsche, grauäugige Catriona Macgregor-Drummond in Edinburgh auf der Straße an. Die beiden jungen Leute kommen sich rasch näher, denn David kennt Catrionas Onkel Robin Oig Macgregor. In das Haus des Lord-Staatsanwalts von Schottland, William Grant, Esquire von Prestongrange, wird Jakob More Macgregor alias Jakob Drummond geführt. Der Gefangene ist Catrionas Vater.
Mit einem Empfehlungsschreiben seines „Sippengenossen“, des Professors der Moralphilosophie Balfour von Pilrig, in der Tasche, sucht David den Lord-Staatsanwalt Grant auf und gibt sich als der Unbekannte zu erkennen, „der mit Glenure sprach, als er erschossen wurde“. Im selben Atemzug gibt David zu, sich in Gesellschaft des steckbrieflich gesuchten Alan Breck Stuart befunden zu haben. Allein für letzteres Eingeständnis müsste Lord-Staatsanwalt Grant seinen jungen Besucher inhaftieren. Erstaunlicherweise setzt er ihn auf freien Fuß. Als David am nächsten Tag wieder bei Grant erscheinen muss, begegnet er dort einem bekannten Gefangenen: Catrionas Vater. David schämt sich für Jakob More, denn dieser tritt wie ein Bettler auf. David teilt zwar dem Leser nicht mit, was zwischen ihm und Jakob More genau besprochen wurde, aber er hält den Anführer einer „gesetzlosen Räuberbande“ für seinen Todfeind. Während des Verhörs durch den Junker von Lovat Simon Fraser wird klar, in was für eine gefährliche Lage sich David laviert hat, als er zugab, zum Tatzeitpunkt des Appin-Mordes gemeinsam mit Alan Breck Stuart am Tatort gewesen zu sein. Als Untersuchungsbeamter in der Mordsache nennt Fraser stimmige Fakten, die David erbleichen lassen. Zudem säßen Gefolgsleute Jakob Stuarts im Gefängnis, die auf Verlangen gerne gegen David und Alan aussagten, um ihre Haut zu retten. Wieder wird David auf freien Fuß gesetzt. Er fürchtet nun den Galgen und will mit Catriona, dem Mädchen aus der „verruchten Sippe“, zu dem er sich so hingezogen fühlt, sprechen. Er sucht sie im Dorf Dean auf, trifft aber nur eine Tante Catrionas an, der er sein Unglück offenbart.
Der Prozess wird Jakob Stuart in Inveraray, der Hochburg „Campbellscher Rachsucht“, gemacht werden. Lord-Staatsanwalt Grant will David doch noch als Zeugen in diesem Strafverfahren zulassen. Aber es kommt anders. Alan Breck Stuart hält sich in einem schottischen Heuhaufen versteckt. David kann sich Alan als den Appin-Mörder nicht vorstellen und schmuggelt ihn deswegen außer Landes. Alan teilt dem Freunde seine Adresse bei Karl Stuart von Ardshiel in Melun, Isle de France, mit. Gleich nach der Rettungsaktion wird David am Strand von Gullane durch „hochländische Viehdiebe“ auf die Insel Bass Rock im Firth of Forth entführt. David vermutet, die Fäden des „dreckigen Ränkespiels“ laufen bei Fraser oder bei dem hinterhältigen Grant zusammen. In der Tat – pünktlich zu Ende des Prozesses in Inveraray wird der Entführte freigelassen. Eilends reitet David nach Inveraray und intrigiert dort erfolglos gegen Grant. Der durchtriebene Lord-Staatsanwalt beantwortet die Attacke mit Freundlichkeit. David genießt zwei Monate seine Gastfreundschaft. Barbara Grant, eine der schönen geistreichen Töchter des Gastgebers, gibt der adeligen Bildung des Gastes den für das Jura-Studium erforderlichen Schliff. Es stellt sich heraus, dass Barbara und Catriona Cousinen sind.
Catriona hatte den Vater aus dem Gefängnis befreit. Jakob More bleibt in Freiheit. Er erweist sich als einer der Handlanger Grants beziehungsweise Frasers. Jakob Mores Leute waren es gewesen, die David auf die Insel entführt hatten. Jakob More war für das kriminelle Delikt belohnt worden.
II. Vater und Tochter
David reist im Winter auf das Jahr 1752 nach Holland. In Leiden will er Jura studieren. Während der Überfahrt kümmert er sich um Catriona. Das Mädchen folgt dem Vater, der auf den Kontinent emigriert ist. Weil Jakob More weder ein Organisationstalent noch zuverlässig ist, müssen David und Catriona bis zur Familienzusammenführung wie Bruder und Schwester in zwei beieinander liegenden Zimmern wohnen. Als der Vater endlich auftaucht und erfährt, dass David durch den Tod des Onkels noch vermögender geworden ist, will er die beiden jungen Leute verheiraten. Sowohl David als auch Catriona sträuben sich. Wohl aber findet sich das Paar ohne väterliche Erpressung. Vor dem Happy End begeht der alte Sünder Jakob More, bevor er in Paris das Zeitliche segnet, in Dünkirchen noch einen Verrat. Jakob More lockt im Januar 1752 Alan Breck Stuart an den Strand, um ihn dort nach England entführen zu lassen. Der füchsigen Schläue Stuarts ist allerdings kein englischer Feind gewachsen.

## Selbstzeugnis
„Ich werde niemals ein besseres Buch als Catriona schreiben.“

## Form
Nach der Romanlektüre bleiben Fragen; zum Beispiel: Erstens, warum wurde Catrionas Vater Jakob More – ehemals ein Kämpfer für Schottlands Unabhängigkeit von England – inhaftiert? Und zweitens, als Gegenleistung für welchen Verrat wurde er freigelassen? David äußert sich dazu indefinit: „… er“ [Jakob More] „hatte seine Zeugenaussage im Appinschen Prozeß angeboten, die – unter einem Vorwand – dazu benutzt worden war, die Geschworenen zu beeinflussen.“ Warum lässt der Ich-Erzähler David manche Frage offen? Eine bündig-unanfechtbare Antwort wäre: David weiß es nicht. So kann er sich nur wundern: Warum hat ihn der Lord-Staatsanwalt immer wieder auf freien Fuß gesetzt? Auf der Überfahrt nach Holland dann schwant ihm gegenüber Catriona, sie sei zu Grant hingegangen und habe auf Knien um sein Leben gebeten. Catriona übergeht die Vermutung schweigend.
Stevenson verwendet das Stilelement der Wiederholung. Zum Beispiel kreuzt Kapitän Palliser auf dem Seepferd im ersten Romanteil vor der Felseninsel Bass. Und zu Romanende liegt Pallisers Schiff vor Dünkirchen, weil Alan Breck Stuart gekidnappt werden soll.
Das oben angesprochene Happy End hat Stevenson gehörig verkitscht. Zitat: „»Wir beide wollen heiraten.« Bei diesen Worten preßte sie [Catriona] meine [Davids] Hand“. Aus dem letzten Abschnitt des Schlusskapitels kann ein durch und durch glückliches Eheleben Davids mit Catriona herausgelesen werden. Denn David erzählt diese ganze Geschichte den gemeinsamen Kindern Barbara und Alan Balfour.

## Rezeption
- Dölvers übergeht den Roman mit einem Satz: „Catriona (1893) ist eine schwächere Form von Kidnapped und erscheint in einigen Ausgaben mit diesem zusammen unter dem Titel The Adventures of David Balfour.“[16]
- Reinbold nennt das Werk „psychologisierender Entwicklungsroman“[17] und entdeckt einen autobiographischen Bezug. Stevenson habe seine Jugendliebe, die Edinburgher Halbweltdame Kate Drummond, porträtiert.[18]

## Deutschsprachige Literatur

### Ausgaben
- Catriona. Übersetzerin: Marguerite Thesing. Adolf Saal Verlag, Hamburg 1948, DNB 454881592.
- Catriona. Die Abenteuer des tapferen Burschen David Balfour. Roman. Übersetzerin: Eva Schumann. Aufbau, Berlin 1957, DNB 454881606.
- Catriona. Die Abenteuer des David Balfour. Ins Deutsche übertragen von Ruth Gerull-Kardas. Verlag Neues Leben, Erste Auflage, 1957, Lizenz Nr. 303 (305/96/57). Illustrationen: Werner Klemke, Berlin.
- Robert Louis Stevenson: Catriona oder Die Abenteuer David Balfours daheim und in der Fremde. Aus dem Englischen von Eva Schumann. Die Verseinlagen übersetzte Rolf Müller. Mit einem Nachwort von Günther Klotz. (Sammlung Dieterich, Band 337). 1. Auflage. Dieterich’sche Verlagsbuchhandlung, Leipzig 1969, DNB 458245852.[A 7]
- Die Abenteuer des David Balfour II. Catriona. Aus dem Englischen von Marguerite Thesing. Bastei-Lübbe (Bd. 10182), Bergisch Gladbach 1982, ISBN 3-404-10182-2. (Lizenzgeber: Diogenes Zürich)
- Catriona. Weitere Abenteuer des David Balfour. Otto Maier Verlag, Ravensburg 1983, ISBN 3-473-38879-3.
- Die Abenteuer des David Balfour (enthält: Die Entführung. Catriona). Übersetzer: Richard Mummendey. dtv, München 1983. Dünndruck, ISBN 3-423-02049-0.

### Sekundärliteratur
- Horst Dölvers: Der Erzähler Robert Louis Stevenson. Interpretationen. Francke Verlag, Bern 1969, DNB 456469621.
- Michael Reinbold: Robert Louis Stevenson. Rowohlt, Reinbek 1995, ISBN 3-499-50488-X.
- Oliver Kellner, Ulf Marek: Seewolf & Co.: Robinson Crusoe, Lederstrumpf, David Balfour, Mathias Sandorf, Tom Sawyer – die großen Abenteuer-Vierteiler des ZDF. Schwarzkopf und Schwarzkopf, Berlin 2005, ISBN 3-89602-632-1.